# Limburg (Belgische provincie)

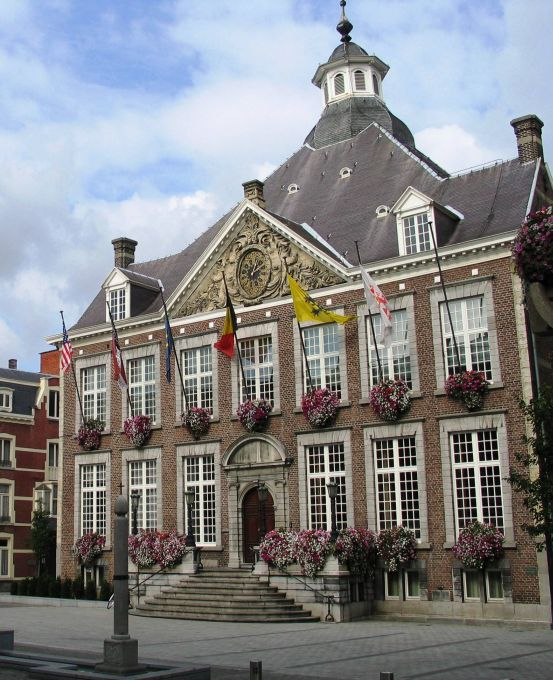
Oud Stadhuis van Hasselt

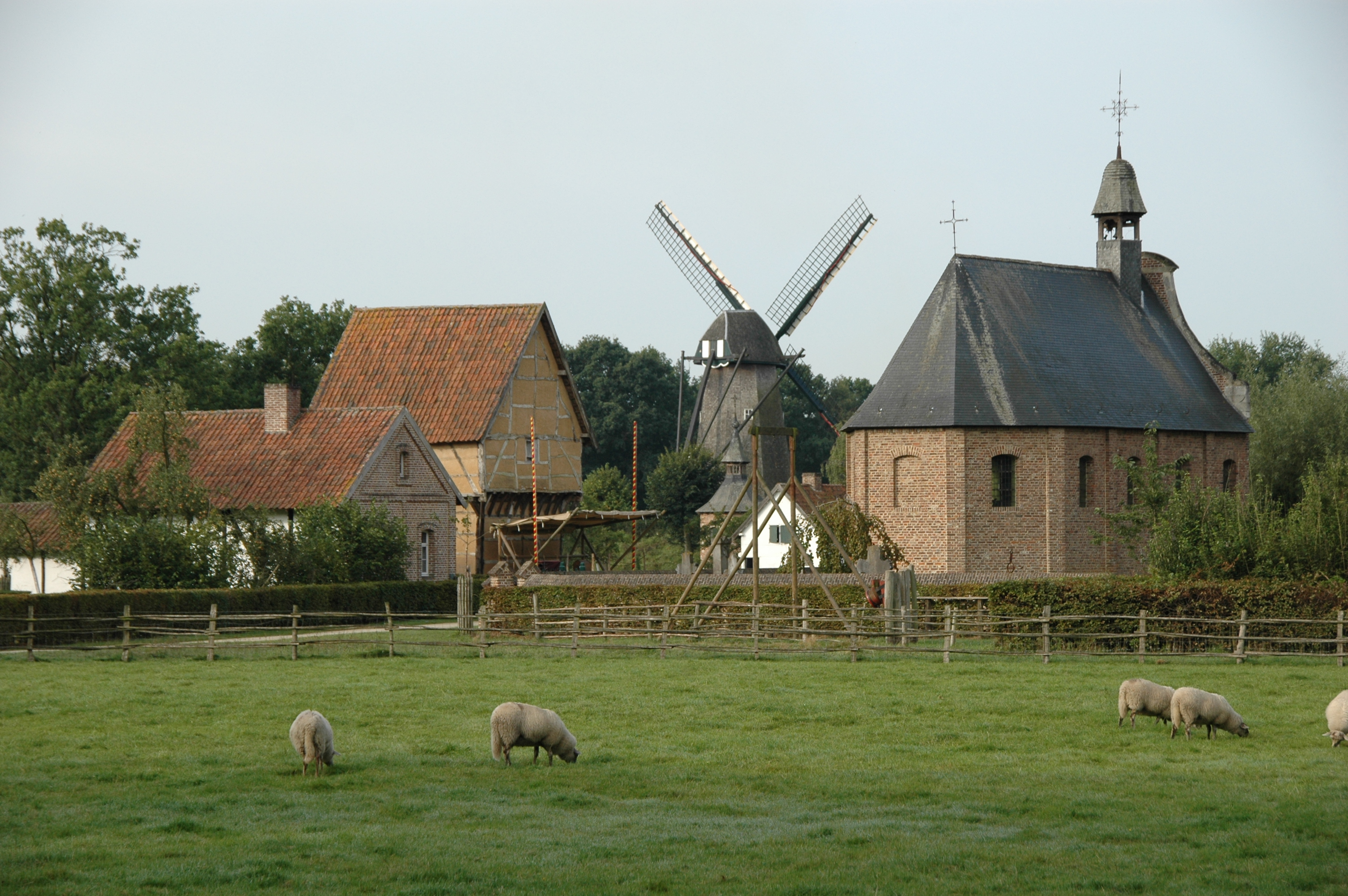
Dorpskern van het Haspengouws museumdeel in het domein van Bokrijk te Genk

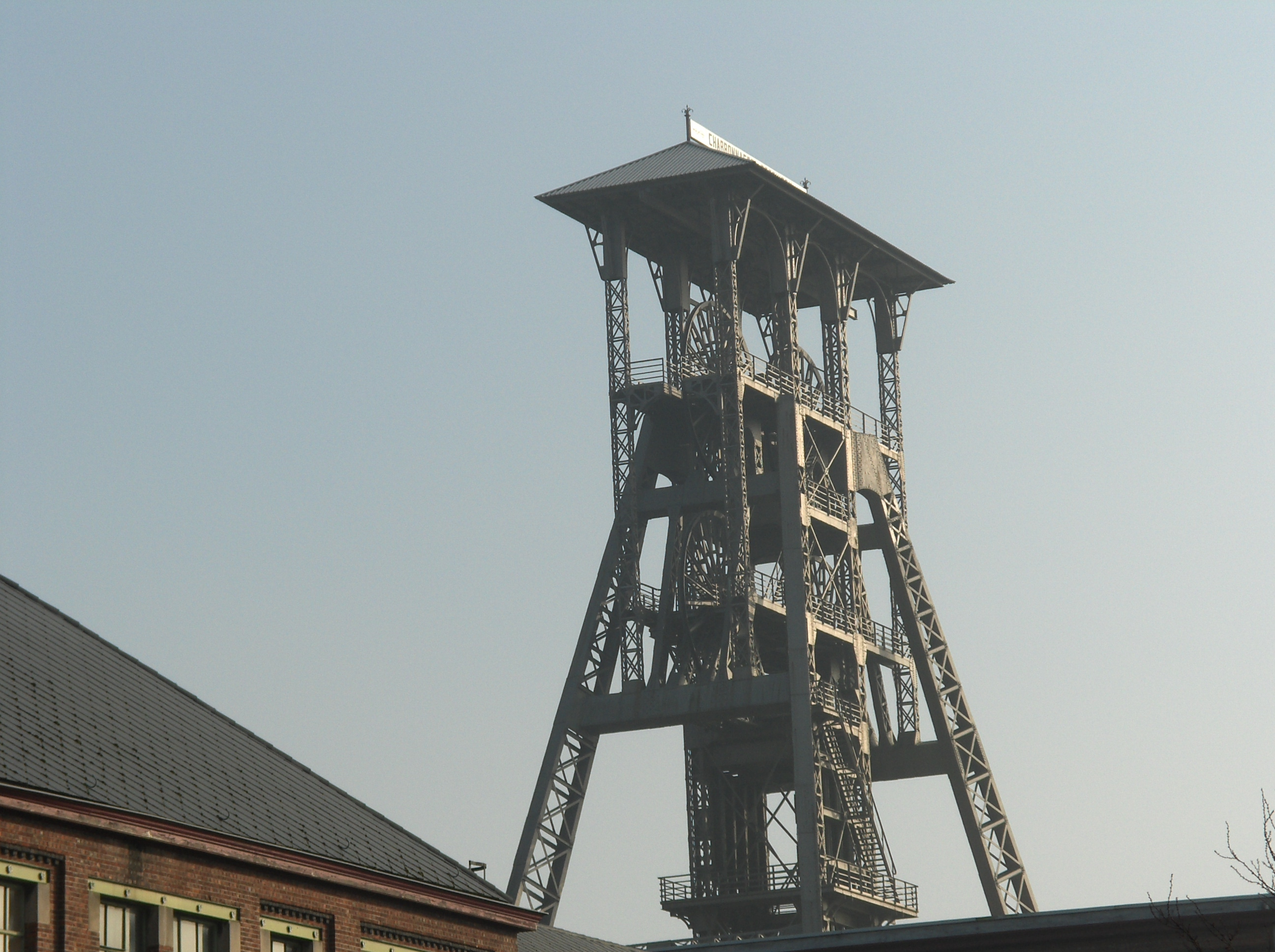
De schachtbok van de steenkoolmijn te Beringen

De drie Limburgen: (1) een provincie in het huidige België, (2) een provincie in het huidige Nederland, en (3) het oorspronkelijke, middeleeuwse hertogdom Limburg, thans vrijwel geheel in de Belgische provincie Luik gelegen

Dorp in de fruitstreek Haspengouw

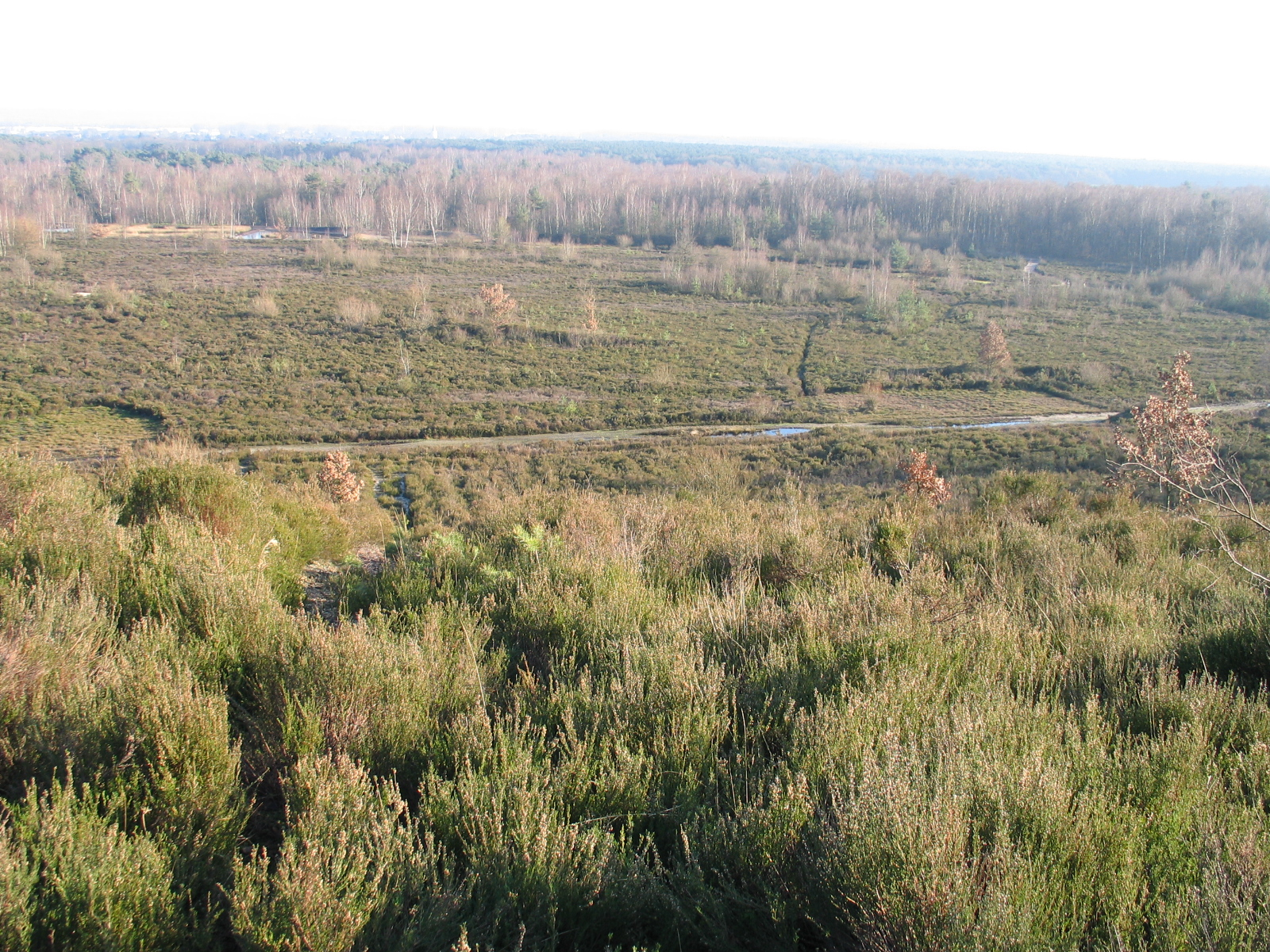
Nationaal Park Hoge Kempen

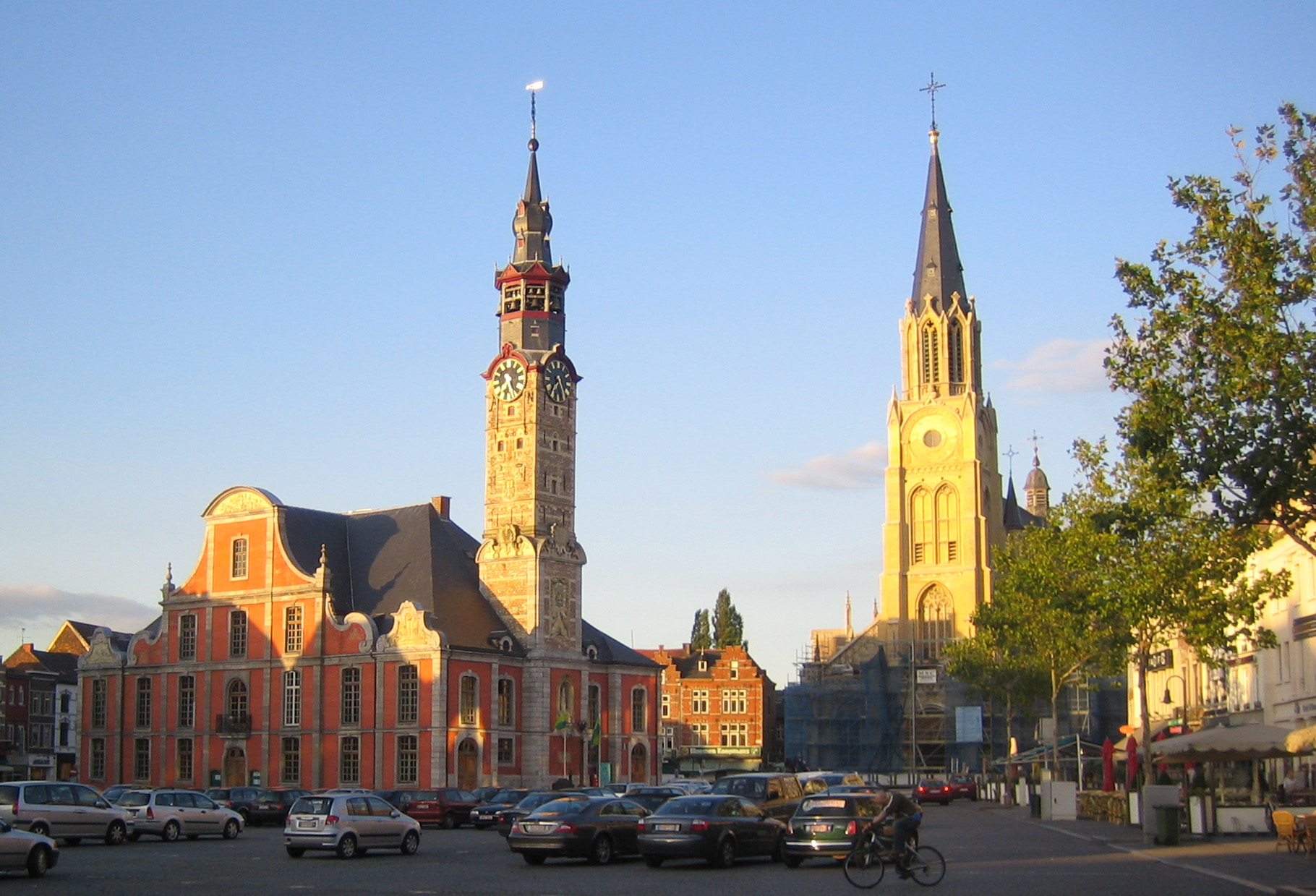
Grote Markt in Sint-Truiden

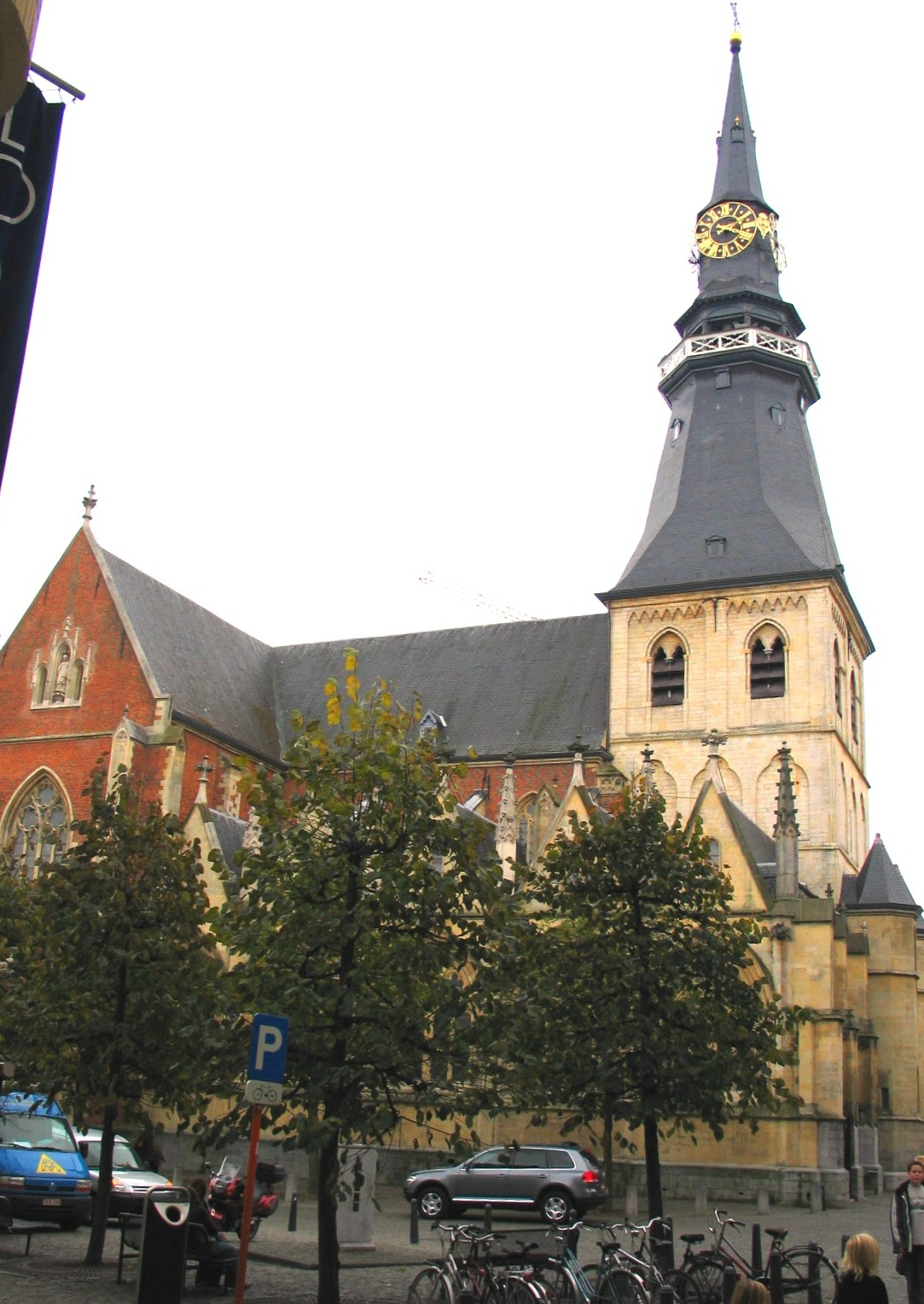
Sint-Quintinuskathedraal in Hasselt

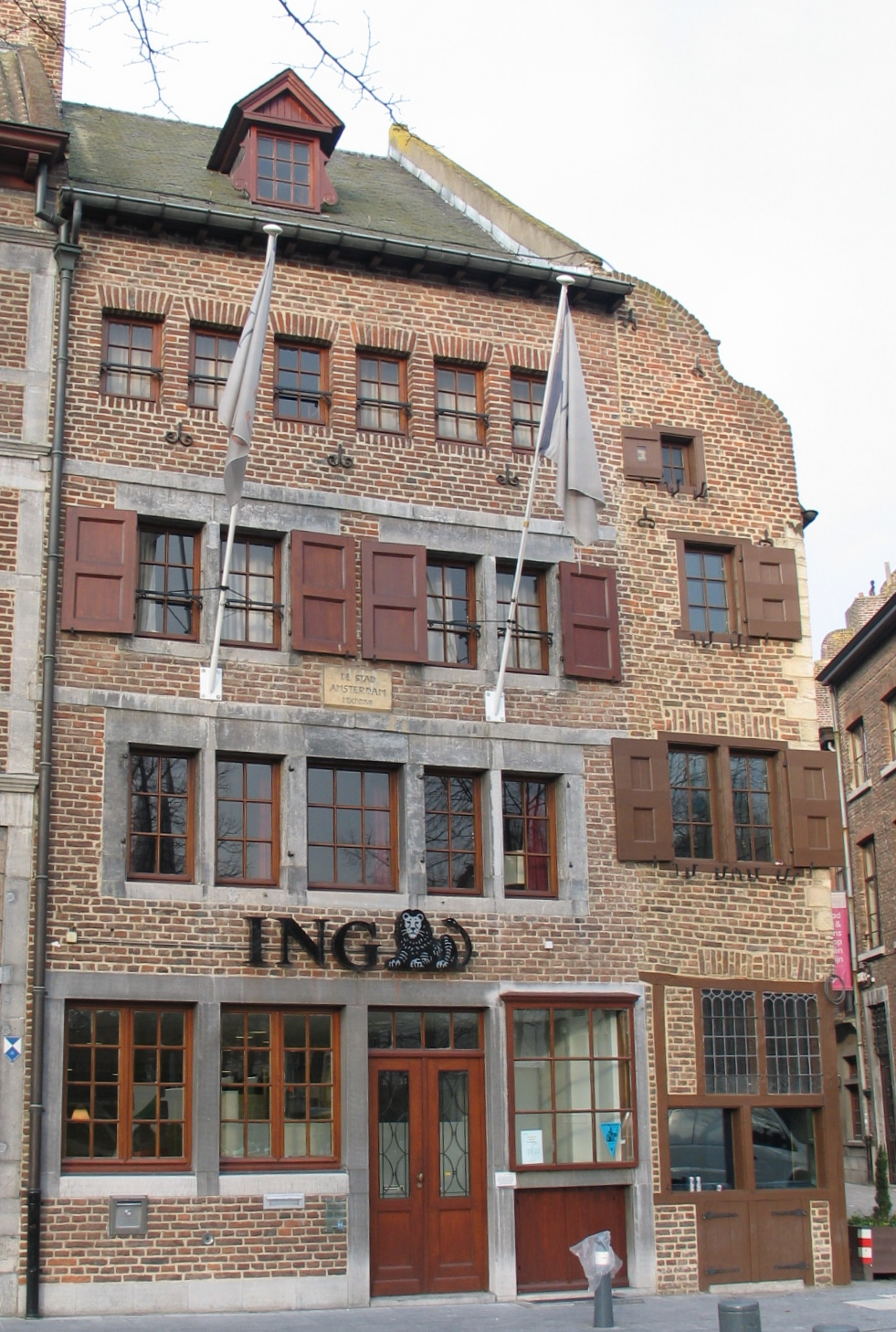
De Stadt Amsterdam (Maaslandse Renaissancestijl) in Maaseik

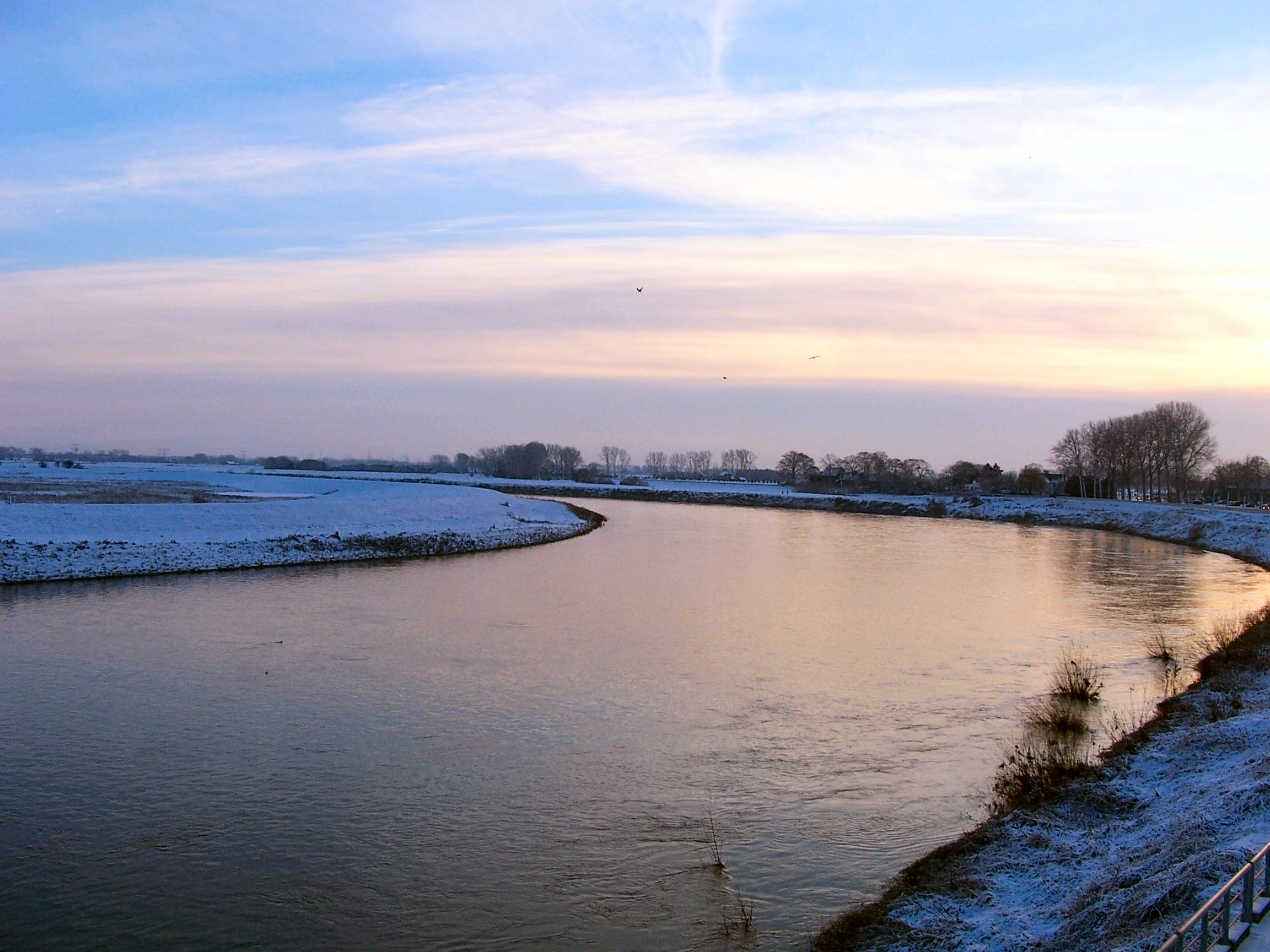
De Maas nabij Maaseik

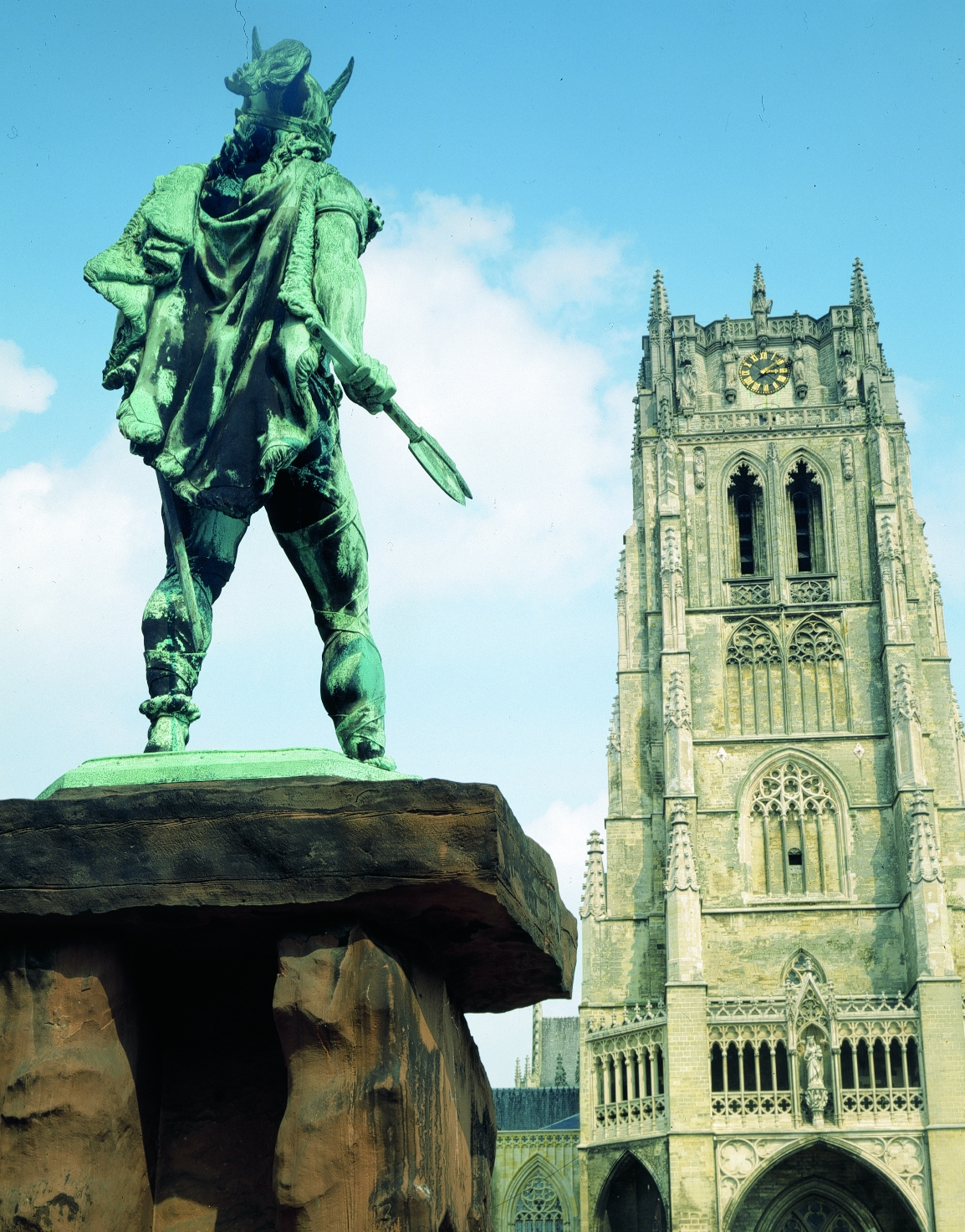
Tongeren

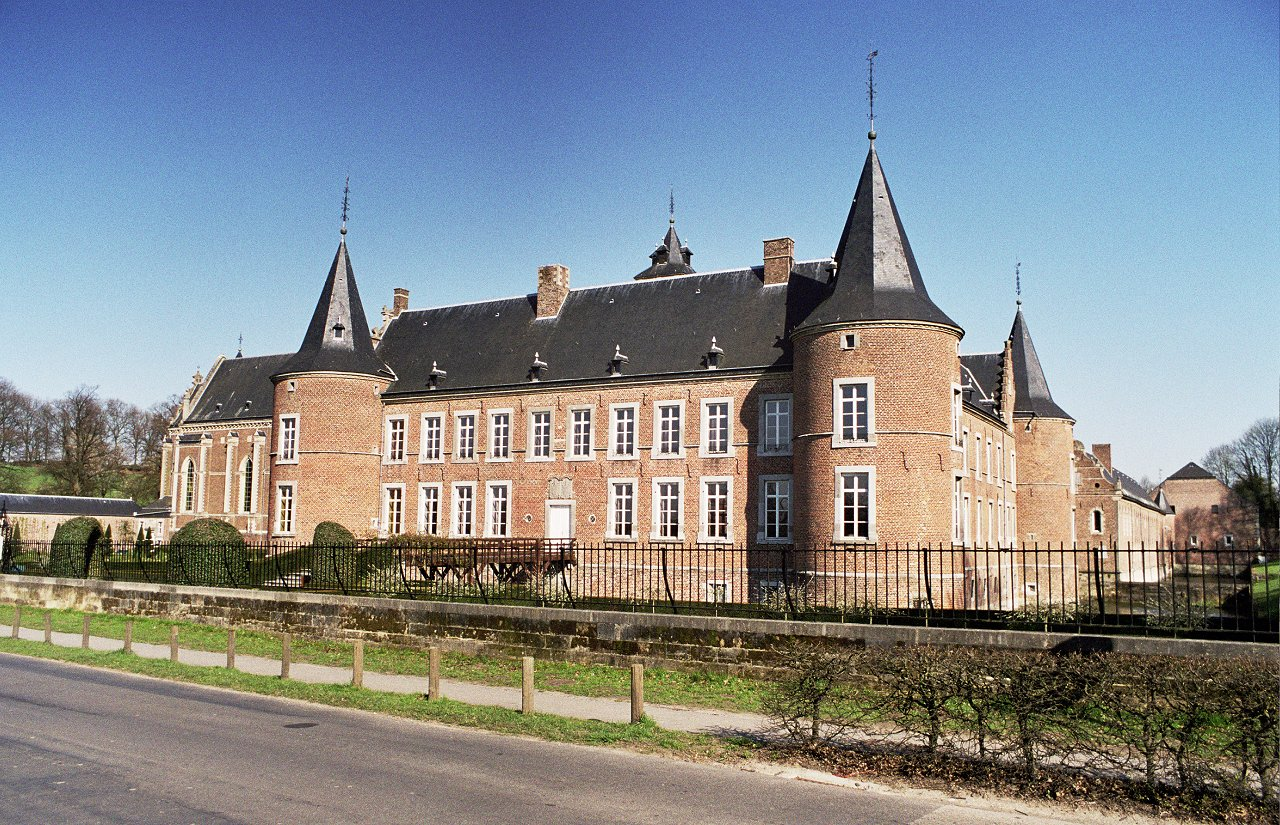
Alden Biesen

De provincie Limburg (Frans: Limbourg), is een van de tien provincies van België, en een van de vijf provincies van het Vlaams Gewest, gelegen in het noordoosten van het land. De hoofdstad van deze provincie is Hasselt. 
In Nederland verstaat men onder 'Limburg' de Nederlandse provincie Limburg (Nederlandse provincie) van die naam. Zij kan speciaal ter onderscheiding ook wel als 'Nederlands-Limburg' worden aangeduid, waarbij men dan de Belgische provincie aanduidt als 'Belgisch-Limburg'. Beide laatste namen zijn niet officieel. 

## Naam
De provincie is genoemd naar het historische hertogdom Limburg, dat geografisch echter weinig of niets met de huidige provincie Limburg te maken heeft. Enkele kleine delen van Voeren hebben ooit tot het hertogdom behoord. De benaming Limburg voor het grondgebied van de huidige provincies Limburg (Belgisch en Nederlands) gaat slechts terug tot 1815, het jaar waarin uit de Franse departementen Nedermaas en Roer de provincie Limburg van het Verenigd Koninkrijk der Nederlanden ontstond. Koning Willem I der Nederlanden verkoos de naam boven het voorgestelde Provincie Maastricht. Omdat het oude hertogdom hoofdzakelijk in het departement Ourthe was komen te liggen, die in 1815 Nederlandse provincie Luik ging heten, dreigde de naam van het gewest Limburg, waarvan Willem I nog wel de hertogstitel voerde, verloren te gaan. Daarom werd die oude naam overgeheveld naar de nieuwe, grote 'Maasprovincie'. Daarvan ging ook het oude Land van Loon deel uitmaken, waaruit in 1839 de Belgische provincie Limburg is voortgekomen.
Als toponiem komt Limburg ook in Duitsland meermalen voor. Daarnaast is er het stadje Limburg (Duits: Limburg an der Weser) in de provincie Luik met die naam en ook het in Nederland gelegen Limbricht (nabij Sittard) zou oorspronkelijk Limburg (Lemborgh) geheten hebben. Er bestaat echter geen sluitende verklaring voor deze oude naam. Sommige (Duitse) bronnen verklaren de naam als 'slangen-' of 'drakenburcht'. Hierbij zou Lim- een verbuiging zijn van lind, dat te verklaren valt als lintworm, slang of draak. Andere bronnen keren voor de naamsverklaring terug naar het Indo-Germaanse en Keltische woorddeel lint, met de betekenis moeras.

## Geschiedenis
Tijdens de middeleeuwen zijn in het gebied het graafschap Loon en vele heerlijkheden ontstaan. Na de Loonse Successieoorlogen (1366) ging de heerschappij over Loon naar de prins-bisschop van Luik. De Bourgondiërs trachtten het gebied in te lijven, waarop de drie Luikse Oorlogen uitbraken. Als kerkelijke staat was het prinsbisdom echter onafhankelijk en daarom heeft het nooit deel uitgemaakt van de Zuidelijke Nederlanden. Wel kwamen sommige heerlijkheden via familiale banden of als redemptiedorp bij andere staten.
Het prinsbisdom Luik had geen noemenswaardige defensie en was het strijdtoneel van verschillende oorlogen, waaronder de Spaanse Successieoorlog. Het lag dan ook ingeklemd tussen de Zuidelijke Nederlanden, de Republiek, koninkrijk Pruisen en koninkrijk Frankrijk. Ook het strategisch belang van Maastricht speelde hierin een grote rol. Toch werd de Luikse onafhankelijkheid pas geschonden in 1794, met de inval van de Franse revolutionairen. Die voegden de vele kleine gebieden samen tot een departement: Nedermaas, dat naast Belgisch- ook een deel van Nederlands-Limburg omvatte. Maastricht was daarvan de hoofdstad.
Toen het departement na het Congres van Wenen bij het Verenigd Koninkrijk der Nederlanden werd gevoegd, gaf koning Willem I het de naam "Limburg", naar het oude hertogdom Limburg. Bij de Belgische Revolutie sloot de hele provincie zich aan bij de Belgen, met uitzondering van de stad en de citadel van Maastricht. Als gevolg van het scheidingsverdrag van 1839 werd Limburg gesplitst met onder andere de Maas als grens. Willem kreeg het oostelijke deel van de provincie terug, weliswaar als hertog van Limburg. Belgisch-Nederlandse grensbesprekingen duurden tot een stuk in de twintigste eeuw.
In 1963, bij het vastleggen van de taalgrens, werden zes gemeenten in de Jekervallei rond Bitsingen van Limburg naar de provincie Luik overgeheveld; de zes gemeenten van de Voerstreek volgden de omgekeerde beweging (na een heuse taalstrijd). Van de huidige provincie behoorde alleen de Voerense deelgemeenten Teuven en Remersdaal tot het historische hertogdom Limburg, dat nu grotendeels Luiks is.

## Geografie

### Aangrenzende provincies
| Aangrenzende provincies | Aangrenzende provincies | Aangrenzende provincies | Aangrenzende provincies | Aangrenzende provincies |
| ----------------------- | ----------------------- | ----------------------- | ----------------------- | ----------------------- |
| Antwerpen               |                         | Noord-Brabant (NL)      |                         |                         |
|                         |                         |                         |                         |                         |
|                         | Limburg (NL)            |                         |                         |                         |
|                         |                         |                         |                         |                         |
| Vlaams-Brabant          |                         | Luik                    |                         |                         |

### Topografie
In de Franse Tijd in België (1794-1815), tekent geograaf Jean-Joseph Tranchot de eerste topografische kaart voor het gebied Limburg, van, voor die tijd, ongekende kwaliteit.
De provincie grenst in het noorden aan de Nederlandse provincie Noord-Brabant, in het oosten aan de Nederlandse provincie Limburg, in het zuiden aan Luik, en in het westen aan Vlaams-Brabant en Antwerpen. Sedert het vastleggen van de taalgrens in 1963 ligt de gemeente Voeren (Voerstreek) als een Limburgse exclave geklemd tussen de provincie Luik en de Nederlandse provincie Limburg.
De hoogste punten van de provincie (en tevens van Vlaanderen) zijn het Stroevenbos en de Reesberg gelegen bij Remersdaal in de gemeente Voeren (287,5 m).

### Geografische streken
De provincie bestaat uit vier landstreken, namelijk de Voerstreek (als exclave in het uiterste zuidoosten), Haspengouw (in het zuiden), het Maasland (in het oosten langs de Maas) en de Kempen (in het midden en noorden). Alle strekken ze zich tot buiten de provinciegrenzen uit. Dit geldt eveneens voor de Kempense substreek Zeven Heerlijkheden, waarbij Lommel Limburg vertegenwoordigd.

### Bodemkunde
De pedologie stelt dat de bodem van het noordelijke deel van de provincie voornamelijk bestaat uit natte en droge zand- en lemig-zandgronden. Het zuiden van de provincie heeft daarentegen natte zandleemgronden en natte en droge leemgronden. In het oosten van de provincie is er een grintbijmenging en in het westen van de provincie is er een bijmenging van limonietzandsteen. Allen worden ze gerekend tot de podsolgronden (askleurige bodems).

### Stratigrafie
De stratigrafie stelt dat de gesteenten in de provincie zich tijdens diverse tijdsvakken vormden. Zo stamt het noorden van de provincie uit het pleistoceen, de streek rond Beringen uit het plioceen, de streek ten noorden van Hasselt uit het mioceen en de streek ten zuiden van de provinciale hoofdstad uit het oligoceen. Het uiterste zuiden van de provincie en de Voerstreek ten slotte stammen uit het Krijt. Een groot deel van de provincie heeft een steenkoollaag.

### Hydrografie

#### Stroomgebied van de Maas
De Jeker ontspringt in het provinciale grensgebied van Limburg en Luik en slingert zich een baan langs de taalgrens. Ze komt het Vlaamse Gewest binnen in Lauw en stroomt vervolgens 16,5 km over Tongers grondgebied. Te Glaaien steekt ze de taalgrens terug over naar Waalse bodem. Te Kanne wordt de Jeker weer Limburgs en stroomt ze door een sifon onder het Albertkanaal. Vervolgens verlaat ze de provincie naar Nederlands Limburg (om aldaar uit te monden te Maastricht in de Maas). De Voer ontspringt nabij de Commanderij van Sint-Pieters-Voeren Zowel de Voerstreek, de gemeente Voeren alsmede de daarin gelegen plaatsen 's-Gravenvoeren, Sint-Martens-Voeren en Sint-Pieters-Voeren hebben hun naam aan deze beek te danken. Net over de grens met Nederland te Laag-Caestert vloeit het riviertje in de Maas. Het riviertje heeft drie zijrivieren: de Veurs, de Noorbeek en de Beek. De Berwijn is eveneens een zijrivier van de Maas. Het riviertje stroomt slechts kortstondig over het Limburgse grondgebied en dit eveneens te Voeren.
De Maas zelf komt de provincie "binnen" nabij Kanne (bij Riemst). Ze vormt alhier de grens tussen Belgisch Limburg en Nederlands Limburg. Dit gedeelte van de Maas staat bekend als de Grensmaas en ligt tussen Eijsden-Maastricht en Smeermaas-Kessenich. De Maas meandert er veel en is omwille van de scheepvaart vervangen door Julianakanaal. De Maas zet bij dat meanderen, maar ook tijdens overstromingen, veel grind af, wat een grootschalige ontginning - en ontgronding - op gang heeft gebracht. De duidelijke sporen daarvan zijn de uitgestrekte Maasplassen. Voorbij Maaseik is de rivier weer bevaarbaar. Zo'n 5 km verder stroomt ze Nederlands gebied binnen.
Ten slotte is er de Dommel waarvan de bron zich bevindt op het Kempens Plateau nabij het gehucht Wauberg in de gemeente Peer. Het riviertje stroomt via Overpelt en Neerpelt richting Nederlandse grens.

#### Stroomgebied van de Schelde
Zowel de Gete, de Velp (te Zelk) en de Herk monden allen uit in de Demer in de fusiegemeente Halen. De twee eerstgenoemden leggen echter slechts een zeer kort parcours door de provincie af. Beide komen immers Limburg binnen vanuit Vlaams-Brabant, respectievelijk Geetbets (Gete) en Kortenaken (Velpe) buurgemeenten van Halen. De Herk, die haar oorsprong vindt te Rukkelingen-Loon nabij de grens met de provincie Luik, ontleende haar naam aan Herk-de-Stad en aan Sint-Lambrechts-Herk. Daarnaast liggen ook de plaatsen Wellen, Alken en Stevoort aan haar oevers. De Demer zelf ten slotte ontspringt te Ketsingen, een gehucht in het oosten van Tongeren. De rivier stroomt vervolgens naar het noorden en buigt te Bilzen af naar het westen. Ze vervolgt haar weg via Hasselt, Lummen en Halen om aldaar de provincie te verlaten naar Diest (Vlaams-Brabant).
Daarnaast ontspringt ook de Grote Nete nabij Hechtel-Eksel in Limburg, maar de rivier verlaat de provincie echter vrij snel naar Balen in de provincie Antwerpen. Ook de Molse Nete (die later in de Grote Nete uitmondt) ontspringt in de provincie, nabij Lommel, maar verlaat het provinciaal territorium eveneens vrij snel richting Balen.

### Bestuurlijke indeling

#### Arrondissementen

##### Administratieve arrondissementen

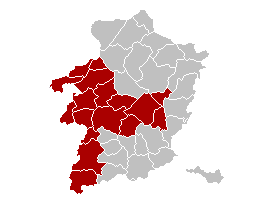
Hasselt
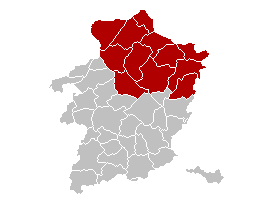
Maaseik
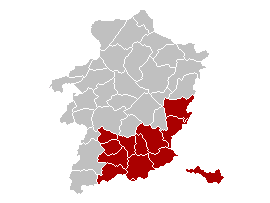
Tongeren

##### Bevolking per arrondissement
| Arrondissement    | Inwoners (1/1/2025) | Opp. km² | Inw./km² |
| ----------------- | ------------------- | -------- | -------- |
| Hasselt           | 442.586             | 917,86   | 482,20   |
| Maaseik           | 259.943             | 910,44   | 285,51   |
| Tongeren          | 202.390             | 599,13   | 337,81   |
| Provincie Limburg | 904.919             | 2.427,43 | 372,8    |

##### Gerechtelijke arrondissementen

Limburg

Met ingang vanaf 1 april 2014 valt de provinciegrens van Limburg samen met de grens van het nieuwe gerechtelijk arrondissement Limburg. De twee voormalige gerechtelijke arrondissementen van Limburg (Hasselt en Tongeren) zullen blijven verder bestaan in de vorm van gerechtelijke arrondissementsafdelingen.

#### Provinciedistricten
De omschrijving van de provinciedistricten in het arrondissement Hasselt valt samen met die van de respectievelijke kieskantons met uitzondering van de provinciedistricten Peer en Sint-Truiden. Hetzelfde geldt voor het provinciedistrict Pelt. Het arrondissement Tongeren ten slotte heeft dezelfde afbakening als het gelijknamige provinciedistrict. De informatie over deze provinciedistricten vindt u terug op de desbetreffende pagina's van het gelijkvormige arrondissement of kieskanton.
| - Hasselt - Beringen - Peer - Genk | - Sint-Truiden - Maasmechelen - Pelt - Tongeren |

#### Kantons
| - Hasselt* - Beringen* - Peer - Bree* - Genk* - Sint-Truiden* - Herk-de-Stad - Borgloon* | - Maasmechelen* - Maaseik* - Pelt* - Tongeren* - Bilzen* - Riemst - Voeren* |

 (*) Deze kantons zijn zetel van een gerechtelijk kanton.

#### Gemeenten
Gemeenten met een stadstitel hebben "(stad)" achter de naam
1. Alken
2. As
3. Beringen (stad)
4. Bilzen-Hoeselt (stad)
5. Bocholt
6. Bree (stad)
7. Diepenbeek
8. Dilsen-Stokkem (stad)
9. Genk (stad)
10. Gingelom
11. Halen (stad)
12. Hamont-Achel (stad)
13. Hasselt (stad)
14. Hechtel-Eksel
15. Heers
16. Herk-de-Stad (stad)
17. Herstappe
18. Heusden-Zolder
19. Houthalen-Helchteren
20. Kinrooi
21. Lanaken
22. Leopoldsburg
23. Lommel (stad)
24. Lummen
25. Maaseik (stad)
26. Maasmechelen
27. Nieuwerkerken
28. Oudsbergen
29. Peer (stad)
30. Pelt
31. Riemst
32. Sint-Truiden (stad)
33. Tessenderlo-Ham
34. Tongeren-Borgloon (stad)
35. Voeren
36. Wellen
37. Zonhoven
38. Zutendaal

### Aangrenzende provincies
| Aangrenzende provincies | Aangrenzende provincies | Aangrenzende provincies   | Aangrenzende provincies | Aangrenzende provincies |
| ----------------------- | ----------------------- | ------------------------- | ----------------------- | ----------------------- |
| Antwerpen               |                         | Noord-Brabant (Nederland) |                         |                         |
|                         |                         |                           |                         |                         |
| Vlaams-Brabant          | Limburg (Nederland)     |                           |                         |                         |
|                         |                         |                           |                         |                         |
|                         |                         | Luik                      |                         |                         |

## Demografie
Bij de volkstelling van 1846, de eerste na de afstand aan Nederland van het oostelijk deel der verenigde provincie, was Limburg met 185.913 inwoners naar bevolking de kleinste provincie van België, net achter de provincie Luxemburg. Tot 1900 zou de groei beperkt blijven en lager liggen dan het nationale gemiddelde, en aldus gelijke tred houdend met die van de andere rurale provincies. Door de ontginning van steenkool vanaf het begin van de 20e eeuw, en vooral door de – in vergelijking met de rest van het land – latere en tragere daling van het geboortecijfer in de Kempen tijdens de 20e eeuw, veranderde deze situatie helemaal en nam de bevolking spectaculair toe, zodat Limburg over de periode 1846-2008 uiteindelijk de sterkste groeier zou blijken van alle Belgische provincies. Alleen, in wat nu het Brussels Hoofdstedelijk Gewest is, was de groeicurve nog sterker.

### Evolutie van het inwonertal

#### Op basis van de historische samenstelling van de provincie
Inwoneraantal × 1000
- Bron: Algemene Directie Statistiek en Economische Informatie (ADSEI) - Opm:1806 t/m 1970=volkstellingen; vanaf 1980= inwoneraantal op 1 januari
- 1839: afstand van het deel ten oosten van de Maas aan Nederland
- 1963: bij de vastlegging van de taalgrens: afstand van de gemeenten Corswarem - Wouteringen (Otrange) - Rukkelingen-aan-de-Jeker (Roclenge-sur-Geer) - Bitsingen (Bassenge) - Wonck - Eben-Emael - Ternaaien (Lanaye) aan de provincie Luik en aanhechting van Moelingen - 's-Gravenvoeren - Sint-Martens-Voeren - Sint-Pieters-Voeren - Teuven - Remersdaal afgestaan door de provincie Luik

#### Op basis van de huidige samenstelling van de provincie
Inwoneraantal x 1000
- Bron:NIS - Opm:1831 t/m 1981=volkstellingen; vanaf 1990= inwoneraantal op 1 januari

| Inwoners van jaar tot jaar op 1 januari - 1992 tot heden | Inwoners van jaar tot jaar op 1 januari - 1992 tot heden | Inwoners van jaar tot jaar op 1 januari - 1992 tot heden | Inwoners van jaar tot jaar op 1 januari - 1992 tot heden |
| Jaar                                                     | Aantal                                                   | Index (1992=100)                                         |                                                          |
| -------------------------------------------------------- | -------------------------------------------------------- | -------------------------------------------------------- | -------------------------------------------------------- |
| 1992                                                     | 755.593                                                  | 100,0                                                    |                                                          |
| 1993                                                     | 761.565                                                  | 100,8                                                    |                                                          |
| 1994                                                     | 766.827                                                  | 101,5                                                    |                                                          |
| 1995                                                     | 771.610                                                  | 102,1                                                    |                                                          |
| 1996                                                     | 775.302                                                  | 102,6                                                    |                                                          |
| 1997                                                     | 779.969                                                  | 103,2                                                    |                                                          |
| 1998                                                     | 783.927                                                  | 103,7                                                    |                                                          |
| 1999                                                     | 787.491                                                  | 104,2                                                    |                                                          |
| 2000                                                     | 791.178                                                  | 104,7                                                    |                                                          |
| 2001                                                     | 794.785                                                  | 105,2                                                    |                                                          |
| 2002                                                     | 798.583                                                  | 105,7                                                    |                                                          |
| 2003                                                     | 802.528                                                  | 106,2                                                    |                                                          |
| 2004                                                     | 805.786                                                  | 106,6                                                    |                                                          |
| 2005                                                     | 809.942                                                  | 107,2                                                    |                                                          |
| 2006                                                     | 814.658                                                  | 107,8                                                    |                                                          |
| 2007                                                     | 820.272                                                  | 108,6                                                    |                                                          |
| 2008                                                     | 826.740                                                  | 109,4                                                    |                                                          |
| 2009                                                     | 833.160                                                  | 110,3                                                    |                                                          |
| 2010                                                     | 838.160                                                  | 111,0                                                    |                                                          |
| 2011                                                     | 844.621                                                  | 111,8                                                    |                                                          |
| 2012                                                     | 849.404                                                  | 112,4                                                    |                                                          |
| 2013                                                     | 853.239                                                  | 112,9                                                    |                                                          |
| 2014                                                     | 856.280                                                  | 113,3                                                    |                                                          |
| 2015                                                     | 860.204                                                  | 113,8                                                    |                                                          |
| 2016                                                     | 863.425                                                  | 114,3                                                    |                                                          |
| 2017                                                     | 867.413                                                  | 114,8                                                    |                                                          |
| 2018                                                     | 870.880                                                  | 115,3                                                    |                                                          |
| 2019                                                     | 874.048                                                  | 115,7                                                    |                                                          |
| 2020                                                     | 877.370                                                  | 116,1                                                    |                                                          |
| 2021                                                     | 880.397                                                  | 116,5                                                    |                                                          |
| 2022                                                     | 885.951                                                  | 117,3                                                    |                                                          |
| 2023                                                     | 895.030                                                  | 118,5                                                    |                                                          |
| 2024                                                     | 900.098                                                  | 119,1                                                    |                                                          |
| 2025                                                     | 904.919                                                  | 119,8                                                    |                                                          |

### Bevolkingsdichtheid
De bevolkingsdichtheid voor de provincie bedraagt 372 inwoners per km² ongeveer gelijk aan het gemiddelde voor België (385 inw. per km²) maar beduidend lager dan het cijfer voor het Vlaams Gewest (501 inw. per km²). De grootste dichtheid is te vinden in Midden-Limburg met de oude mijngemeenten en provinciehoofdstad Hasselt. Vooral het zuiden van de provincie dat deel uitmaakt van Haspengouw is nog erg ruraal met vele kleine kerkdorpen en een geringe bevolkingsdichtheid.

### Leeftijdsopbouw

Bevolkingspiramide

## Limburgsymbool
Het logo van de provincie is het Limburgsymbool, standaard voorgesteld door een rood hart op een witte achtergrond. Dit kenteken werd in 2009 door beide Limburgse besturen ingevoerd, nadat de gouverneurs in 2008 het Limburgcharter hadden ondertekend. Het symbool werd in 2019 afgeschaft.

## Bezienswaardigheden
Het aanbod aan bezienswaardigheden omvat veel verschillende mogelijkheden. Een belangrijke trekpleister is het attractiepark Plopsa Indoor Hasselt in de stad Hasselt. Het domein Bokrijk in Genk is eveneens populair. Ook verscheidene kunstcentra en musea zijn vaak toeristische bestemmingen. Hieronder vallen onder andere het Nationaal Jenevermuseum, het Modemuseum en Kunstencentrum Z33 in Hasselt en het Gallo-Romeins Museum in Tongeren.

## Cultuur

### Taal

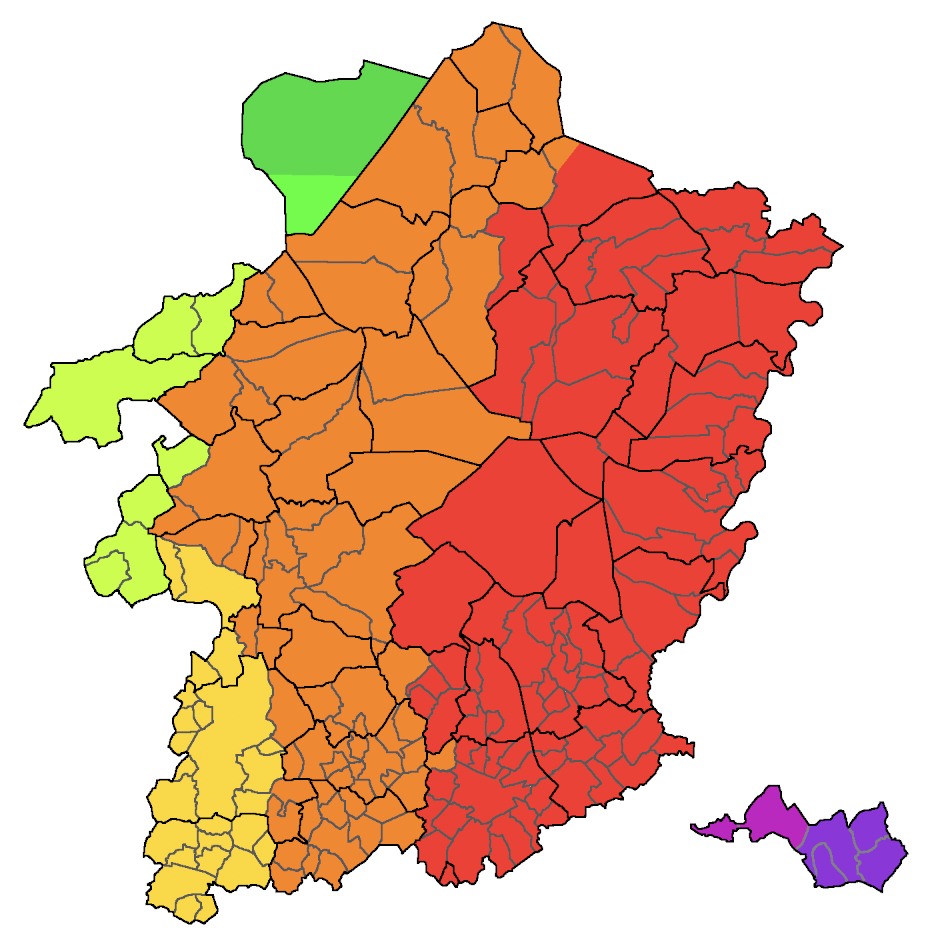
Dialectgroepen in Belgisch-Limburg:
Kempenlands
Noorderkempens
Zuiderkempens
Getelands
West-Limburgs
Centraal-Limburgs
Oost-Limburgs
Oost-Limburgs-Ripuarisch

De officiële taal is het Nederlands. Tegen de taalgrens liggen echter de faciliteitengemeenten Herstappe en Voeren, waar Franstaligen ook in hun eigen taal terechtkunnen.
Zowel de Belgische als de Nederlandse provincie Limburg kenmerkt zich door een duidelijke eigen identiteit die onder andere bestaat uit een eigen streektaal, het Limburgs. Het is sinds 1997 door de Nederlandse overheid erkend als regionale taal onder het Europees Handvest voor regionale talen of talen van minderheden. De Vlaamse Gemeenschap erkent de streektaal voorlopig niet en de taal wordt niet meer veel aangeleerd. Hierdoor staat de taal in België meer onder druk dan in Nederland.
Volgens huidige inzichten is het Limburgs in essentie een Nederfrankisch dialect met Keltische substraten maar met de, voor Europese talen, vrij unieke eigenschap van tonaliteit in sommige varianten. Het Limburgs heeft geen gestandaardiseerde vorm; vrijwel ieder dorp en iedere stad kent een eigen variant. Een duidelijk verschil tussen de Belgisch- en Nederlands-Limburgse dialecten bestaat echter niet; de Limburgse dialecten gaan vrij vloeiend in elkaar over, zonder zich veel aan te trekken van de Vlaamse, Nederlandse, Waalse en Duitse (Noordrijn-Westfalen) grenzen.

### Volkslied
Limburg mijn Vaderland is het officiële Limburgse volkslied voor beide Limburgen. Het volkslied is geschreven in het Nederlands en wordt in de volksmond ook wel Waar in 't bronsgroen eikenhout genoemd vanwege de eerste zin. Het bronsgroen eikenhout waarover Gerard Krekelberg dichtte, waren de (ondertussen verdwenen) eikenbomen rond het kasteel Borgitter in Kessenich. Dit kasteel ligt op de boord van de Itterbeek op de grens met de dorpskern van het Nederlandse Neeritter.
In Belgisch-Limburg worden enkel de eerste drie strofen gezongen, doorgaans door jeugdbewegingen, studentenverenigingen en op manifestaties. In Nederlands-Limburg bestaat nog een vierde strofe die later werd bijgevoegd maar die meestal als te Oranjegezind niet meer wordt gezongen.

### Streekproducten
Limburg staat bekend om zijn culinaire specialiteiten. Er is een heel gamma aan Limburgse streekproducten, waarvan er in totaal 17 erkend zijn. Deze erkende en nog niet erkende streekproducten zijn:
1. Achelse Trappist
2. Alkense Filet d’Anvers
3. Bocholter kaas
4. Haspengouwse waterkers
5. Hasseltse graanjenever
6. Hasseltse speculaas
7. Kempense Ale
8. Kempense Balkenbrij
9. Kempense gebakken paté
10. Koffie uit het land van Loon
11. Limburgs zuurvlees
12. Limburgse appelwijn met druiven
13. Limburgse bloedworst
14. Limburgse leverworst
15. Limburgse heidebitter
16. Limburgse vlaai
17. Loonse stroop
18. Maaseiker knapkoek
19. Maaslandse knapkoek
20. Sleedoornjenever
21. Stroop van Vrolingen
22. Teuvenaer
23. Vlaams gerookt rundvlees
24. Zuid-Limburgse schuimwijn

### Evenementen
Elk jaar vindt het Oud Limburgs Schuttersfeest (OLS) plaats (in Belgisch of Nederlands Limburg) en wordt er steevast carnaval gevierd tussen februari en eind maart. De individuele schutterijen in Limburg organiseren daarnaast ook ieder hun eigen schietwedstrijden.
Sinds 1989 organiseert Jeugdhuis Club 9, samen met de dorpscinema TheRoxyTheatre, jaarlijks de Drive-In Movies in Koersel.
In 2012 vond de negende editie van Manifesta plaats in (Genk).

### Musea
Er zijn in de provincie verschillende musea, waaronder het Gallo-Romeins Museum, Nationaal Jenevermuseum Hasselt, het Modemuseum Hasselt en Kunstencentrum Z33.

### Muziek en theater
Er zijn verschillende evenementen die jaarlijks rond dezelfde periode plaatsvinden. Onderstaande opsomming toont enkele evenementen in chronologische volgorde. De festivals op deze lijst behaalden minimaal 10.000 bezoekers. 
- Schlagerfestival, Hasselt: maart
- I love the 90's - The party, Hasselt: april
- Blues Peer: mei
- Extrema Outdoor, Houthalen: mei
- Genk on Stage: juni
- Rampage Open Air, Lommel: juni
- Afro-Latino Festival, Genk: juli
- Rock Herk: juli
- Beach Party Bocholt: augustus
- Bastionfestival, Kinrooi: augustus
- Pukkelpop, Hasselt: augustus

## Politiek
Het provinciebestuur is gevestigd in Hasselt en zetelt in het Provinciehuis. Bij het station van Hasselt staat het Hendrik van Veldekegebouw met daarin het Vlaams Administratief Centrum (VAC) van de Vlaamse overheid.

### Structuur
| Limburg          | Limburg          | Supranationaal         | Nationaal                         | Nationaal          | Gemeenschap       | Gewest            | Provincie                | Arrondissement                                                                | Provinciedistrict                                                             | Kanton                   | Gemeente        |
| ---------------- | ---------------- | ---------------------- | --------------------------------- | ------------------ | ----------------- | ----------------- | ------------------------ | ----------------------------------------------------------------------------- | ----------------------------------------------------------------------------- | ------------------------ | --------------- |
| Administratief   | Niveau           | Europese Unie          | België                            | België             | Vlaanderen        | Vlaanderen        | Limburg                  | Hasselt Maaseik Tongeren                                                      | Hasselt Maaseik Tongeren                                                      | Hasselt Maaseik Tongeren | 44              |
| Administratief   | Bestuur          | Europese Commissie     | Belgische regering                | Belgische regering | Vlaamse regering  | Vlaamse regering  | Deputatie                | Deputatie                                                                     | Deputatie                                                                     | Deputatie                | Gemeentebestuur |
| Administratief   | Raad             | Europees Parlement     | Kamer van volksvertegenwoordigers | Vlaams Parlement   | Vlaams Parlement  | Vlaams Parlement  | Provincieraad            | Provincieraad                                                                 | Provincieraad                                                                 | Provincieraad            | Gemeenteraad    |
| Kiesomschrijving | Kiesomschrijving | Nederlands Kiescollege | Kieskring Limburg                 | Kieskring Limburg  | Kieskring Limburg | Kieskring Limburg | Hasselt-Tongeren-Maaseik | Hasselt, Beringen, Peer, Sint-Truiden, Maasmechelen, Neerpelt, Genk, Tongeren | Hasselt, Beringen, Peer, Sint-Truiden, Maasmechelen, Neerpelt, Genk, Tongeren | 15                       | 44              |
| Verkiezing       | Verkiezing       | Europese               | Federale                          | Federale           | Vlaamse           | Vlaamse           | Provincieraads-          | Provincieraads-                                                               | Provincieraads-                                                               | Provincieraads-          | Gemeenteraads-  |

### Gouverneurs
| Nr.                          | Gouverneur                                      | Ambtstermijn | Ambtstermijn | Partij | Partij            |
| ---------------------------- | ----------------------------------------------- | ------------ | ------------ | ------ | ----------------- |
| 1                            | Frans de Loë-Imstenraedt (1789-1838)            | 1830         | 1831         |        | Liberalen         |
| 2                            | Jean-François Hennequin (1772-1846)             | 1831         | 1834         |        | Liberalen         |
| 3                            | Werner de Lamberts-Cortenbach (1775-1849)       | 1834         | 1843         |        | Katholieken       |
| 4                            | Pierre de Schiervel (1783-1866)                 | 1843         | 1857         |        | Katholieken       |
| 5                            | Theodoor de T'Serclaes de Wommersom (1809-1880) | 1857         | 1871         |        | Katholieken       |
| 6                            | Pieter de Decker (1812-1891)                    | 1871         | 1871         |        | Katholieke Partij |
| 7                            | Joseph Bovy (1810-1879)                         | 1872         | 1879         |        | Katholieke Partij |
| 8                            | Adolphe Goupy de Beauvolers (1825-1894)         | 1879         | 1894         |        | Liberale Partij   |
| 9                            | Henri de Pitteurs-Hiégaerts (1834-1917)         | 1894         | 1914         |        | Katholieke Partij |
| vacant (Eerste Wereldoorlog) |                                                 |              |              |        |                   |
| 10                           | Theodore de Renesse (1854-1927)                 | 1919         | 1927         |        | Katholieke Unie   |
| 11                           | Hubert Verwilghen (1883-1955)                   | 1928         | 1950         |        | Katholieke Unie   |
| [ 5 ]                        | Gérard Romsée (1901-1975)                       | 1940         | 1941         |        | VNV               |
| [ 5 ]                        | Joseph Lysens (1896-1950)                       | 1941         | 1944         |        | VNV               |
| 12                           | Louis Roppe (1914-1982)                         | 1950         | 1978         |        | CVP               |
| 13                           | Harry Vandermeulen (1928-2022)                  | 1978         | 1995         |        | CVP               |
| 14                           | Hilde Houben-Bertrand (1940)                    | 1995         | 2005         |        | CVP               |
| 15                           | Steve Stevaert (1954-2015)                      | 2005         | 2009         |        | sp.a              |
| 16                           | Herman Reynders (1958)                          | 2009         | 2020         |        | sp.a              |
| [ 6 ]                        | Michel Carlier                                  | 2020         | 2020         |        | Onbekend          |
| 17                           | Jos Lantmeeters (1964)                          | 2020         | heden        |        | N-VA              |

### Provincieraad en deputatie
De provincieraad van Limburg wordt elke zes jaar rechtstreeks verkozen. Het dagelijks bestuur is in handen van de deputatie van de provincieraad. Die bestaat uit leden verkozen door de provincieraad en wordt voorgezeten door de gouverneur, die benoemd wordt door de Vlaamse Regering.

#### Legislatuur 2024-2030
De 31 provincieraadsleden werden op 13 oktober 2024 verkozen in drie kiesdistricten: Hasselt (15 zetels), Maaseik (9) en Tongeren (7). De deputatie bestaat uit 4 leden, voorgezeten door de gouverneur, en wordt gevormd door een coalitie van CD&V, N-VA, Open Vld en Vooruit:
| Naam           | Partij | Partij   | Functie en bevoegdheden |
| -------------- | ------ | -------- | --- |
| Inge Moors     |        | CD&V     | Gedeputeerde Ruimtelijke Planning, Omgevingsvergunningen, Wonen, Landbouw en Platteland, Griffie, Pcfruit, Pibo Campus en PVL                                                                           |
| Laura Olaerts  |        | N-VA     | Gedeputeerde Onderwijs, Toerisme, Visit Limburg vzw, Milieu, Natuur, Water, Bosgroepen, Veiligheid, PLOT, Mobiliteit, (Niet-)Confessionele Levensbeschouwing, Dierenwelzijn, Informatie en Communicatie |
| Igor Philtjens |        | Open VLD | Gedeputeerde Financiën en Begroting, Erfgoed, Facilitaire Diensten, Provinciaal Domein Bokrijk, Provinciaal Domein Nieuwenhoven, Provinciaal Domein Dommelhof, Mondiale Samenwerking en Regiomarketing  |
| Tom Vandeput   |        | CD&V     | Gedeputeerde Economie, Innovatie en Industrieterreinen, Europese Aangelegenheden, Personeelsbeleid en Interne Communicatie en POM Limburg                                                               |

#### Legislatuur 2018-2024
Sinds de hervorming van 2017 telt de provincieraad slechts 31 leden, die op 14 oktober 2018 werden verkozen in drie kiesdistricten: Hasselt (15 zetels), Maaseik (9) en Tongeren (7). De deputatie bestond uit 4 leden, voorgezeten door de gouverneur, en werd gevormd door een coalitie van CD&V, N-VA, Open Vld:
- Inge Moors (CD&V)
- Bert Lambrechts (N-VA)
- Igor Philtjens (Open Vld)
- Tom Vandeput (CD&V)

#### Legislatuur 2012-2018
De provincieraad van Limburg telde 63 zetels in de legislatuur 2013-2018, die verkozen werden bij de provincieraadsverkiezingen van 14 oktober 2012 in 8 kiesdistricten.
De deputatie telde 6 leden en werd gevormd door een coalitie tussen CD&V, sp.a en Open Vld, voorgezeten door de provinciegouverneur Herman Reynders.
- Frank Smeets (CD&V)
- Ludwig Vandenhove (sp.a)
- Igor Philtjens (Open VLD)
- Erik Gerits (CD&V)
- Jean-Paul Peuskens (sp.a)
- Inge Moors (CD&V)

## Justitie

### Assisenhof
Per provincie wordt er een assisenhof georganiseerd. Het is een rechtscollege dat belast is met het vonnissen van misdaden, politieke delicten en drukpersdelicten (uitgezonderd diegene in verband met xenofobie en racisme). Een hof van assisen bestaat uit twee afzonderlijke organen, namelijk 'het hof', dat bestaat uit een voorzitter, raadsheer in het Hof van Beroep, en uit twee assessoren (bijzitters), rechters in de rechtbank van eerste aanleg en de jury. Deze volksjury van twaalf gezworenen wordt bij elk proces opnieuw samengesteld. Tegen de uitspraak of het arrest van een assisenhof kan men niet in beroep gaan. Wel kan men in geval van procedurefouten in cassatie gaan bij het Hof van Cassatie. Procureur-generaal is Patrick Vandebruwaene van het gerechtelijk gebied Antwerpen.

### Structuur
| Gebied           | Europese Unie    | België           | België           | België           | België           | Antwerpen      | Limburg        | Limburg                     | Limburg                     | 13                              |                                 |                                 |                                 |
| Sociaal recht    | Hof van Justitie | Hof van Cassatie | Hof van Cassatie | Hof van Cassatie | Hof van Cassatie | Arbeidshof     | Arbeidshof     | Arbeidsrechtbank            | Arbeidsrechtbank            | Arbeidsrechtbank                | Arbeidsrechtbank                | Arbeidsrechtbank                |                                 |
| Handelsrecht     | Hof van Justitie | Hof van Cassatie | Hof van Cassatie | Hof van Cassatie | Hof van Cassatie | Hof van Beroep | Hof van Beroep | Rechtbank van Koophandel    | Rechtbank van Koophandel    | Vredegerecht                    | Vredegerecht                    | Vredegerecht                    |                                 |
| Burgerlijk recht | Hof van Justitie | Hof van Cassatie | Hof van Cassatie | Hof van Cassatie | Hof van Cassatie | Hof van Beroep | Hof van Beroep | Rechtbank van eerste aanleg | Rechtbank van eerste aanleg | Vredegerecht / Politierechtbank | Vredegerecht / Politierechtbank | Vredegerecht / Politierechtbank | Vredegerecht / Politierechtbank |
| Strafrecht       | Hof van Justitie | Hof van Cassatie | Hof van Cassatie | Hof van Cassatie | Hof van Cassatie | Hof van Beroep | Assisenhof     | Rechtbank van eerste aanleg | Rechtbank van eerste aanleg | Vredegerecht / Politierechtbank | Vredegerecht / Politierechtbank | Vredegerecht / Politierechtbank | Vredegerecht / Politierechtbank |

## Onderwijs
Er is één universiteit en er zijn twee hogescholen met elk een uitgebreide waaier aan studierichtingen. Daarnaast bestaan er in Limburg ook opleidingen die niet in de rest van het land te vinden zijn zoals de opleidingen Verkeerskunde en Verpakkingstechnologie.

### Universiteit
- Universiteit Hasselt (UH)
- Transnationale Universiteit Limburg (tUL) (samenwerkingsverband tussen UH en UM)

### Hogescholen
- Hogeschool PXL (PXL)
- UC Leuven-Limburg (UCLL)

### Unieke opleidingen
- Bachelor of Science/Master in de Mobiliteitswetenschappen
- Bachelor/Master Industrieel Ingenieur Nucleaire Technologie
- Bachelor in de Industriële wetenschappen: Verpakkingstechnologie
- Bachelor Milieuzorg
- PXL-Music
- Postgraduaat Bosbeheer

## Economie

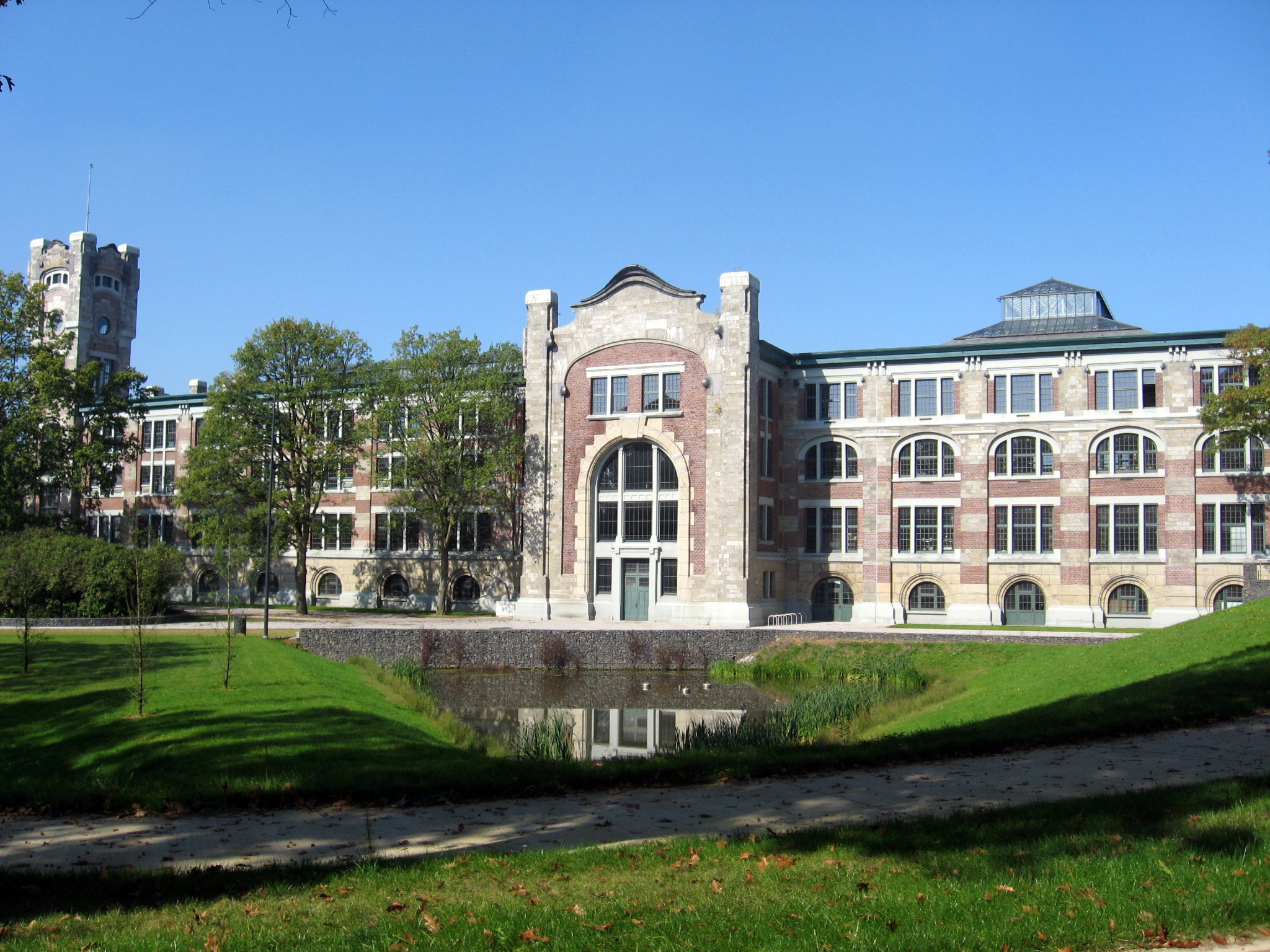
Steenkoolmijn Waterschei hoofdgebouw

Uit de dorpen van het Maasland trokken tussen 1860 en de Eerste Wereldoorlog brikkenbekkers naar Duitsland. De ontdekking van steenkool in het begin van de 20e eeuw betekende voor Limburg een keerpunt. Op 20 mei 1901 ontdekte de Leuvense professor André Dumont in As, een buurdorp van Genk, een steenkoollaag. Een gebeurtenis die een immense invloed zou hebben. Enkele decennia later bruiste de provincie van de activiteit. Zeven nieuwe kolenmijnen stelden duizenden mensen te werk, Belgen én niet-Belgen uit een aantal Europese en Noord-Afrikaanse landen. De Ford-fabriek te Genk die er kwam na stevig lobbywerk van gouverneur Louis Roppe zorgde voor een nieuwe economische boost na de sluiting van de mijnen in het laatste kwart van de vorige eeuw.
In oktober 2012 maakte Stephen Odell, de Europese topman van Ford, bekend dat Ford Genk in 2014 ging sluiten. 4.264 werknemers en 5.000 arbeiders bij de toeleveranciers werden getroffen door de sluiting, die veroorzaakt werd door de heersende overcapaciteit in Europa. Als reactie op het sluiten van de grootste werkgever van Limburg werd de Taskforce Limburg opgericht, belast met de taak om een plan voor economische heropleving van de regio op te stellen. In juli 2013 werd het Strategisch Actieplan Limburg in het Kwadraat (SALK) goedgekeurd, wat 3.000 à 4.000 jobs op korte termijn en 10.000 op lange termijn zou opleveren. Financiering kwam van de Vlaamse Regering (€ 81 miljoen), het Europees Sociaal Fonds (€ 17,5 miljoen) en van het Europees Fonds voor Regionale Ontwikkeling (€ 49 miljoen). Blikvangers van het plan waren het toerisme en een technologiecampus in Waterschei.

### Winkelen
Hasselt is naast hoofdstad van de provincie, ook een van de populairste bestemmingen om te winkelen. Daarnaast is ook Maasmechelen Village een bekende trekpleister. Enkele andere voorbeelden zijn Shopping 1, 2 en 3 in Genk, de Luikerstraat in Sint-Truiden en de centrumstraten en T-Forum van Tongeren.

## Duurzaamheid
De provincie Limburg streeft ernaar om tegen 2020 de allereerste klimaatneutrale provincie te zijn. Klimaatneutraal is niet helemaal hetzelfde als CO2-neutraal. Het grote verschil bij klimaatneutraliteit is dat naast de hoeveelheid aan CO2, ook methaan en lachgas in beschouwing worden genomen. Deze gassen komen voornamelijk voort uit de landbouw. Het logo van het project is een bronsgroen eikenblad. Dit symbool komt voort uit het Limburgs volkslied.

## Sport en recreatie
Er zijn er verschillende mogelijkheden om buitenactiviteiten te ondernemen. Zo is het Nationaal Park Hoge Kempen het eerste nationale park in Vlaanderen. Er zijn nog tal van andere toeristische bestemmingen zoals de Japanse Tuin in Hasselt en het Blotevoetenpad in Zutendaal.

#### Fietsroutes
Het Limburgse fietsroutenetwerk telt 2000 km grotendeels autovrije fietspaden. Met behulp van het systeem van genummerde knooppunten kan men een route samenstellen. Limburg ontving verschillende prijzen en titels. In 2011 verkozen de Nederlanders en Vlamingen Limburg voor de zesde keer op rij tot de populairste fietsprovincie van België.